# شيغه-رو ناكانيشي
شيغه-رو ناكانيشي (باليابانية: 中西繁؛ بالكانا: なかにし しげる) هو رسام ياباني، ولد في 1 أغسطس 1946 في طوكيو في اليابان.

## وصلات خارجية
- الموقع الرسمي